# فرنجيس

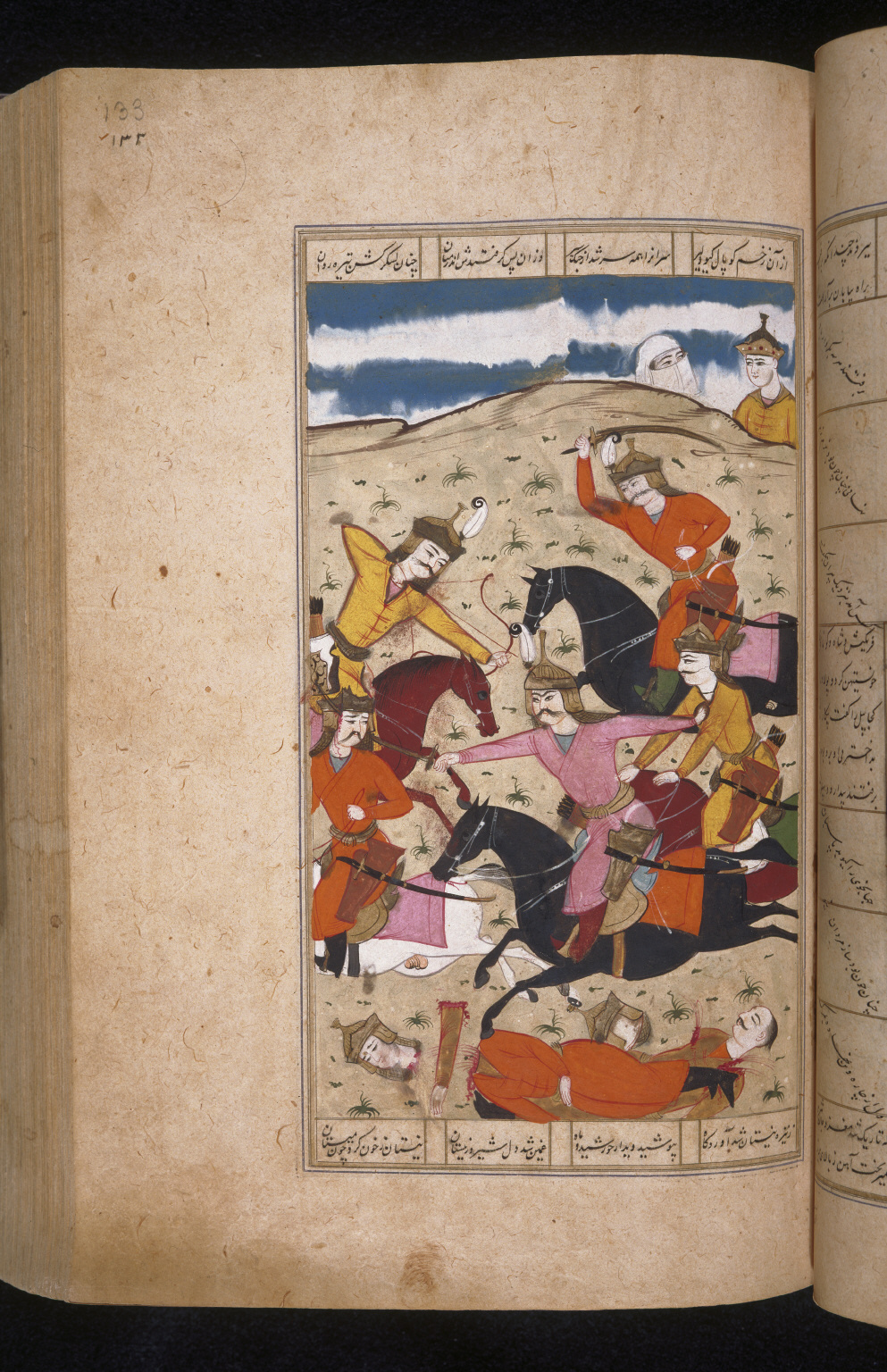

فرنجيس أو فرنكيس أو فريكيس بنت افراسياب(باللغة الفارسية: فرنگیس دختر افراسیاب) إحدي الشخصيات الشاهنامة وقد ذكر اسمها في الأساطير الإيرانية الدينية والتاريخية. هي الزوجة الأوّل لسياوش ووالدة كيخسرو. تزوج سياوش فرنجيس بنت أفراسياب ليزداد مكانة في توران.عندما أمر أبوها بقتل بعلها سياوش، ذهبت فرنجيس إلي ابيه وو طلبت منه أن يغفر لزوجه.ثم لما علمت فرنجيس بأن سياوش قد قتل رفعت صوتها بالبكاءو أخذت تلعن أباها أفراسياب. فأمر أن تبرز من الحجاب وتضرب بالعصا حتى تسقط ابنها في بطنها اسمه شبيذ. وكانت فرنجيس محبوسة في دجباد حتي ماتت.